# 李如月
李如月（？—1652年），廣東东莞人。南明政治人物。

## 生平
隆武二年（1646年）天興鄉試舉人，永曆時官至山东道監察御史。永历六年（顺治九年，1652年），孫可望將陳邦傅父子剝皮揎草，將屍體送往安龍等地示眾。李如月見狀不滿，上疏劾奏孫“擅殺勛將，無人臣禮”，永历帝反責打李如月四十大板。
李如月把奏疏另抄一份，遞交安龙总提塘張應科。孙可望得到張應科报告後大怒，下令逮捕李如月，张应科割裂如月背部皮肤，再截斷四肢，又割裂其胸部皮膚。如月臨死前仍罵聲不絕，“至頸絕而死”。张应科再將屍體的皮用石灰渍乾，並用线缝好，中间塞草，送往北城门通衢阁上悬挂。